# Трофимова, Наталья Владимировна
Наталья Владимировна Трофимова (бел. Наталля Уладзіміраўна Трафімава; 16 июня 1979, Чойр, Монголия) — белорусская баскетболистка. Главный тренер женской сборной Белоруссии.

## Биография
Родилась Наталья в монгольском Чойре. Её отец был военнослужащим и на момент рождения дочери проходил службу в Монголии. В семье было трое детей. Наталья училась в Минске. Пробовала себя в волейболе и лыжных гонках. Через некоторое время заинтересовалась баскетболом. В 1993 году стала заниматься в Спортивной детско-юношеской школе олимпийского резерва №10 города Минска. Её первыми тренерами были Валентина Измер и Александр Викторович Воробьёв.
За год до отъезда в Чемпионат Польши Наталья впервые сыграла за сборную Белоруссии. С 2003 года была капитаном национальной команды.
В первые годы работы главным тренером БК «Горизонт» Наталья продолжала выступать как за клуб, так и за сборную.
В октябре 2016 года возглавила женскую сборную Белоруссии.
По опросу газеты «Прессбол» признана лучшим баскетбольным тренером Беларуси 2018 года, лучшим женским баскетбольным тренером Беларуси 2021 и 2022 годов и сезона 2024/2025.

## Достижения
- Бронзовый призёр чемпионата Европы по баскетболу 2007 года
- 4-х кратный победитель чемпионата Беларуси по баскетболу (1997—1999, 2016)
- 3-х кратный победитель чемпионата Польши по баскетболу (2006, 2007, 2008)
- 3-х кратный серебряный призёр чемпионата Польши по баскетболу (2004, 2005, 2011)

## Личная жизнь
В возрасте 38-ми лет вышла замуж за тренера-массажиста сборной Белоруссии по художественной гимнастике Бориса Крюка. 2 февраля 2018 года родила сына Фёдора.